# Талія (муза)
Та́лія (грец. Θάλεια — «Квітуча») — представниця комедії в елліністичному каноні муз, яку зображували в постаті дівчини у легкому вбранні зі скіпетром або пастушою палицею в правій руці, з плющовим вінком на голові.

## Міфологія

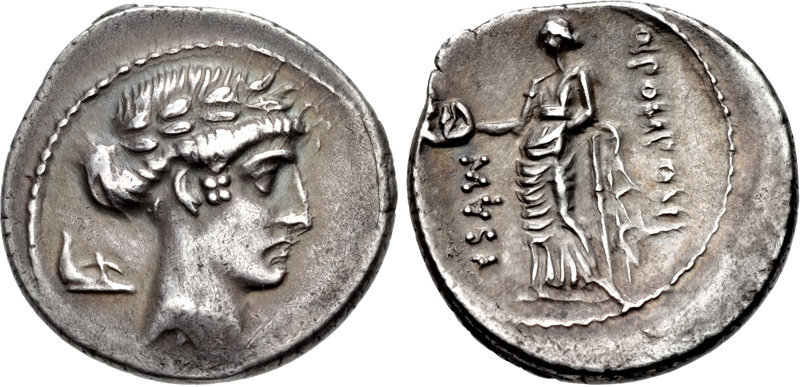
Талія на монеті Квінта Помпонія Музи

Від Талії і Аполлона народилися Корибанти. Згідно з Діодором, отримала ім'я від процвітання (таллейн) на багато років прославлених у поетичних творах.
Зевс, перетворившись на шуліку, взяв Талію в дружини. Зі страху перед ревнощами Гери муза зникла в надрах землі, де від неї народилися демонічні істоти — Паліки.
Імення цієї музи вживається у висловах: «вихованець Талії» — артист, «храм Талії» — театр.

## Інші персонажі
- Талія — одна з харит;
- Талія — одна з нереїд.